# Mohamed Laradji
Mohamed Laradji, né le 25 décembre 1925 à Sidi Semiane et décédé le 29 juin 2008 à Toulouse, est un homme politique français.